# La Miliana
La Miliana és una població del municipi d'Ulldecona, situada al sud de Catalunya a la comarca del Montsià. És el nucli més petit dels "barris" d'Ulldecona.
El poble es troba al nord-oest d'Ullecona, al bell mig de la plana limitada per els Ports de Beseit i la Serra de Godall; el nucli està envoltat de camps de conreu i hi ha un barranc que limita l'extrem sud-est.

## Història
Antigament el poble es deia "la Millana", nom que es va originar en una dona, el marit de la qual duia el cognom de "Millan".
El camí Reial de Tortosa a Traiguera passa a la vora del poble i abans molts vianants s'aturaven per passar la nit.
La població a principis del segle xx rondava els 160 i hi havia una escola. També hi havia una fonda per als viatgers.
Actualment però només hi ha una casa amb habitació permanent. Molts dels censats com a habitants (hi havia 168 habitants el 1910 i 29 el 1960, que s'havien reduït a 12 al cens de 1970) només viuen ocassionalment a la Miliana i més de la meitat de les cases es troben en estat de ruïna.
Comparativament, és el nucli de població del municipi d'Ulldecona que més població ha perdut en els darrers anys.